# Netbook

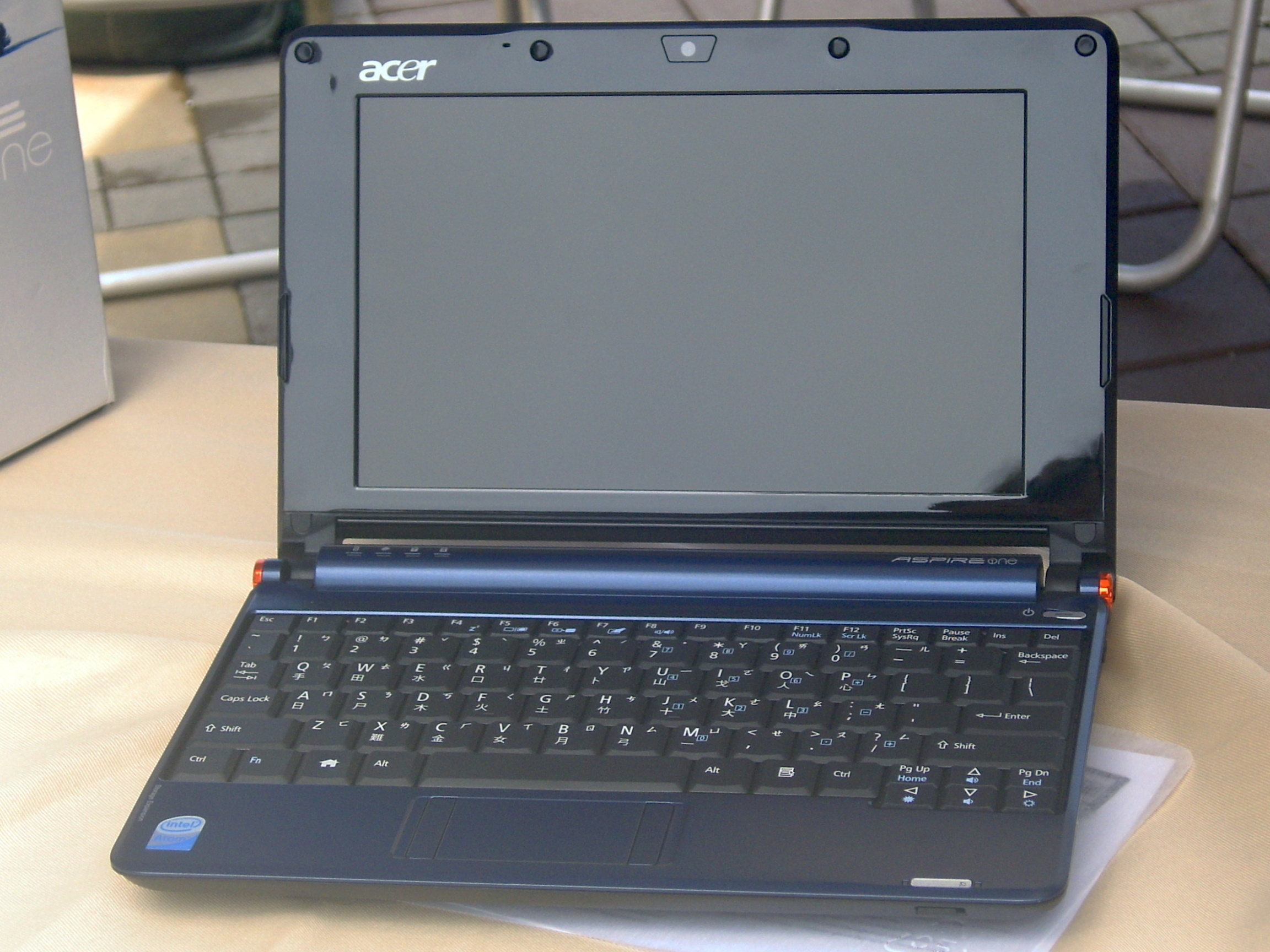
Acer Aspire One.

Een netbook is een categorie van kleine, lichte en goedkope laptops die geschikt zijn voor algemeen gebruik en om toegang te krijgen tot internetapplicaties. Een netbook kan worden gezien als een zware pda die pc-programma's kan draaien; of als een zeer lichte laptop, met een klein scherm, zonder optische schijf en met weinig processorkracht.
Door zijn portabiliteit en lage prijs was de netbook aanvankelijk een succes (2007-2010). Door de opkomende populariteit van tabletcomputers, is er echter sinds 2011 een daling in het aantal verkochte netbooks.
Ook door de opkomst van de ultrabooks (krachtiger, maar toch compact) zoals de MacBook Air komt de verkoop van netbooks onder druk te staan.
Netbook is een geregistreerd handelsmerk van de fabrikant Psion.
Psion gaat het gebruik van de term 'netbook' niet actief tegen.

## Hardware
Netbooks hebben meestal geen optische schijf, en een kleiner toetsenbord en beeldscherm. Netbooks beschikken over een kaartlezer en er kan met een USB-aansluiting een externe optische schijf (cd of dvd) op worden aangesloten. De energiezuinige Intel Atom processor is speciaal ontwikkeld voor deze categorie van draagbare computers. Klein en goedkoop betekent niet dat de netbooks mager zijn uitgerust. Er zit een aantal USB-poorten op, er zit een multi-cardreader in, er zijn mogelijkheden voor het aansluiten van een externe monitor, er is een netwerkaansluiting en een wifi-module. Verder zijn een webcam en een microfoon ingebouwd. Naast de luidsprekers zit er ook een hoofdtelefoonaansluiting en een microfoonaansluiting op die ook als lijningang te gebruiken is. De standaard gemonteerde luidsprekertjes zijn vaak wel van een mindere kwaliteit (een 'blikkerig' geluid).

### Beeldscherm
De meeste netbooks hebben een beeldschermdiagonaal van tussen 18 en 25 cm (7 en 10 inch). Een typische schermresolutie is 1024×600. Voor de meeste applicaties en websites is dit toereikend; vaak moet men verticaal scrollen maar past een document of website in de breedte wel op het scherm.

## Prijs
De prijzen van een netbook liggen tussen de 200 en de 500 euro. De goedkoopste varianten worden vaak aangeboden zonder een harde schijf en met beperkt RAM-geheugen. De duurdere varianten hebben vaak wel een harde schijf of SSD. Ook het bijgeleverde besturingssysteem heeft een invloed op de prijs.

## Merken
In 2007 bracht Asus als eerste de Eee PC op de markt, later gevolgd door Acer met de Aspire One, de MSI Wind, de Dell Inspiron Mini, de HP Mini-Note PC en de Samsung netbooks.

## Besturingssystemen
Netbooks worden meestal aangeboden met de keuze uit diverse soorten besturingssystemen, gebaseerd op Linux of Windows.
Op diverse fora worden handleidingen gegeven over het installeren van Windows Vista, Windows 7, OSX en andere Linux-versies.
Typerend is dat Linux vaak gebruikt wordt om een aangepaste gebruikerservaring te bieden; deze biedt vaak een ontwerp dat rekening houdt met de beperkte schermgrootte en invoermogelijkheden (touchpad in plaats van muis). Deze interfaces houden het tussen een traditionele laptop en een pda, net als de netbook zelf. Aan de grote symbolen en de directe toegang is te zien dat toekomstige netbooks waarschijnlijk over touchscreens gaan beschikken.
Aan de andere kant richten op Windows gebaseerde systemen zich juist op de vertrouwde Windows-ervaring die de gebruiker kent van de laptop en de desktop.
In verhouding tot de lage prijs van een netbook betekent de prijs van een Windows-licentie een aanzienlijk aandeel in de totale kosten. Dit is een belangrijke reden waarom netbooks regelmatig met open software worden geleverd.

### Linux
De voordelen van Linux zijn dat de netbooks met weinig geheugen en schijfruimte al goed kunnen draaien. Daarnaast is de opstarttijd van een netbook met Linux vaak kort.
Er zijn twee soorten Linux-systemen te onderscheiden: door de fabrikant zelf ontwikkelde of onafhankelijke.
De onderliggende basis is in beide gevallen Linux, maar in het eerste geval heeft de fabrikant de mogelijkheid gebruikt om zijn eigen gezicht en gevoel aan de netbook te geven. Enkele voorbeelden zijn:
- Linpus: Wordt door Asus geleverd op de Eee PC. De GUI is erg eenvoudig van opzet, wat niet wegneemt dat de Eee PC over een volwaardige programma-suite beschikt.
- Moblin: Niet door een netbookfabrikant ontwikkeld, maar gesponsord door Intel. Dit besturingssysteem wordt aangeboden aan netbookfabrikanten die zelf geen software willen ontwikkelen. Gebruikers kunnen zelf ook Moblin downloaden en installeren.

Moblin biedt een snelle gebruikersinterface die eerder doet denken aan een pda dan aan een laptop. Een opvallend punt aan Moblin is de erg korte opstarttijd. Moblin maakt optimaal gebruik van de Intel-hardware in de meeste netbooks, waardoor configuratie niet nodig is.
- Ubuntu netbook remix: Niet door een hardwarefabrikant ontwikkeld, maar een aangepaste versie van Ubuntu Linux. De Netbook Remix onderscheidt zich door snelle toegang tot de programma's via grote knoppen op het beginscherm. Ook deze software is zowel beschikbaar voor netbookfabrikanten als voor normale gebruikers.

### Android
Android is het besturingssysteem van Google dat oorspronkelijk ontwikkeld is voor gebruik op mobiele telefoons. Google promoot dit besturingssysteem voor pda's en netbooks. Het is gebaseerd op Linux en het werkt inmiddels op zowel ARM- als Intelhardware. Dit is belangrijk, want het betekent dat netbooks in principe op zuinige, goedkope ARM-processoren gebaseerd kunnen worden, terwijl de gebruikerservaring hetzelfde blijft. Volgens het beeld van Google is de software die op de netbook of pda draait belangrijker dan de hardware waarop het apparaat gebaseerd is, een ontwikkeling die bij pda's al lang praktijk is.

### Windows XP
Windows XP werd vaak gekozen omdat het compatibel was met de meeste software die men al kent. Het opstarten van een netbook met Windows XP kost wel wat meer tijd. Maar verder heeft men dan de meeste functies die men ook op een gewone laptop of bureaucomputer heeft.
Omdat de ondersteuning van Windows XP geëindigd is in april 2014 worden geen nieuwe netbooks met dit besturingssysteem meer geleverd.

### Windows 7
Windows 7 heeft minder geheugen en schijfruimte nodig dan Windows Vista waardoor het ook geschikt is om op netbooks te draaien. Bijkomend voordeel is de verbetering van het in en uit de slaapstand gaan, wat zeer handig is wanneer men vaak in het openbaar vervoer werkt. Vooral studenten hebben hier baat bij. Ook het verbeterde energiebeheer bespaart meer energie dan Windows Vista, wat de batterijduur ten goede komt. Microsoft wil zijn startereditie van Windows 7 promoten als het OS voor een netbook.